# Mirko Buljančević
Mirko Buljančević (Ćuprija, 2. avgust 1965) srpski је kulturni radnik, novinar i grafičar.

## Bigrafija
Rođen u Ćupriji 2. avgusta 1965. gododine, gde završava i gimnaziju „Pomoravski heroji“ 1984. Iste godine upisuje i Višu geodetsku školu u Beogradu, a 1987. diplomira na Višoj školi za novinarstvo na jugoslovenskom institutu za novinarstvo i postaje honorarni saradnik u emisiji „Riznica“ II programa Radio Beograda. 1988. Intezivno radi na prikupljanju godišnjih običaja Vlaha u Pomoravlju uz stručnu pomoć dr Petra Kostića. Prikupljeni materijal nikad nije publikovan u celosti, nego samo pojedini delovi u emisijama Radio Beograda. 1989. se seli za Herceg Novi, gde i danas živi i radi. Oženjen je i ima sina Rastka i ćerke Andreu i Ivanu.

## Sport
Sportom je počeo rano da se bavi i 1981. postaje član prve ekipe OK Morava iz Ćuprije na mestu tehničara, no sportsku karijeru okončava, zbog zdravstvenih razloga, 1986. u OK Obilić iz Beograda.

## Kultura - umetnost
Sa narodnim igrama se susreo još u osnovnoj školi i ostao je uz njih do danas.
Dolaskom u Beograd, na nagovor Branislava Pelivanovića Mašinca, pravo igračko obrazovanje stekao je u AKUD-u Branko Krsmanović. Selidbom u Herceg Novi aktivno se uključuje u kulturni život grada, te biva postavljen za umetničkog rukovodioca KUD-a „Sloga“ (1989), KUD-a „Igalo“ (1991).
1992 - 2012 sa grupom entuziasta osniva Umjetnički centar „AS“ u Herceg Novom sa kojim postiže zapažene uspehe i van granica bivše SFRJ. U AS-u je radio kao rukovodilac škole folklora, umetnički rukovodilac ansambla narodnih igara i pesama, tehnički direktor UC „AS“ i umetnički direktor UC „AS“. Sarađivao je sa najznačajnijim koreografima sa prostora bivše Jugoslavije.
2008. angažovan je kao realizator Festivala solo pjevača „Bruna Špiler“. Архивирано на веб-сајту  (15. фебруар 2015)